# Rhotacism
Rhotacism är beteckning för det fonetiska fenomenet att en annan konsonant övergår till ett r-ljud under språkhistoriens gång. Företeelsen har fått sitt namn av den grekiska bokstaven rho, som betecknar samma ljudvärde som [R], [r] i det latinska alfabetet. Ofta rör det sig om ett s-ljud som övergår till ett r-ljud, till exempel i latin och andra italiska språk, eller flera fall i germansk verbböjning. Intervokaliskt s övergick i latinet till r i obetonade orddelar, vilket avspeglas i böjningsformerna för ord som corpus (nominativ singular), som i genitiv singular heter corporis och i dativ singular corpori, varvid stamslutet alltså förändrats när de vokalinledda böjningsändelserna -is och -i hakats på.  Även en vokalförändring (o>u i nominativformen) finns här att notera. 
Fenomenet framträder även i ordpar som sv. förlora - förlust (jfr en. lose [med stum slutkonsonant] - loss/lost) och engelska was - were (jfr. urnordiskans was - woro).
Exempel på rotacism i germanska språk är till exempel was – were, gotiska armoza – svenska armare, gotiska minniza – svenska mindre, gotisa auso – svenska öra. Det urgermanska [z] har i alla germanska språk språk utom gotiska övergått till [r] (rotacism). Denna övergång sker troligen alltid via mellanled, så att [s] via [z] har blivit [r].